# USS Radford (DD-446)
USS Radford (DD-446) là một tàu khu trục lớp Fletcher được Hải quân Hoa Kỳ chế tạo trong Chiến tranh Thế giới thứ hai. Nó là chiếc tàu chiến thứ hai của Hải quân Mỹ được đặt theo tên Chuẩn đô đốc William Radford (1809-1890), người từng tham gia các cuộc Chiến tranh Mexico-Hoa Kỳ và cuộc Nội chiến Hoa Kỳ, từng được tặng thưởng Huân chương Danh dự. Tham gia Thế Chiến II từ năm 1942, con tàu còn tham gia các cuộc Chiến tranh Triều Tiên và Chiến tranh Việt Nam trước khi ngừng hoạt động năm 1969 và bị bán để tháo dỡ năm 1970.

## Thiết kế và chế tạo
Radford được đặt lườn tại xưởng tàu của hãng Federal Shipbuilding and Dry Dock Company ở Kearny, New Jersey vào ngày 2 tháng 10 năm 1941. Nó được hạ thủy vào ngày 3 tháng 5 năm 1942; được đỡ đầu bởi cháu nội Edith của Đô đốc Radford, bà François E. Matthes; và nhập biên chế vào ngày 22 tháng 7 năm 1942.

## Lịch sử hoạt động

### Chiến tranh Thế giới thứ hai

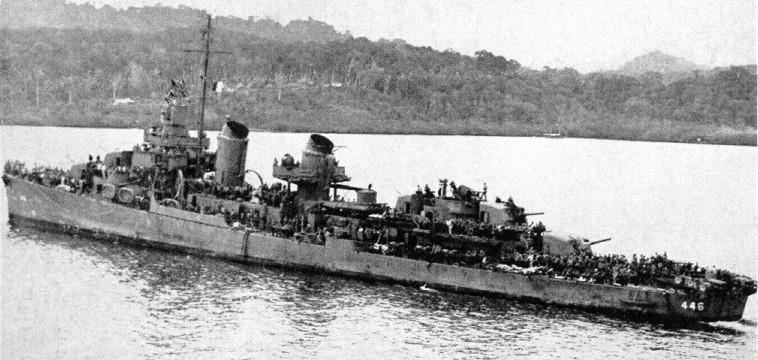
USS Radford quay trở về Tulagi với một số người sống sót từ tàu tuần dương hạng nhẹ vào ngày 6 tháng 7 năm 1943

Radford đã tham gia trận Kolombangara và trận chiến vịnh Kula. Nó tham gia một cuộc tấn công càn quét các chuyến Tốc hành Tokyo của quân Nhật, và đã được tặng thưởng Đơn vị Tuyên dương Tổng thống khi cứu vớt 468 người sống sót từ chiếc tàu tuần dương hạng nhẹ Helena vào ngày 6 tháng 7 năm 1943. Nó cũng đã đánh chìm tàu ngầm Nhật I-19 vào ngày 25 tháng 11 năm 1943.
Radford bị hư hại do một quả thủy lôi của quân Nhật trong khi hỗ trợ việc giải phóng Luzon vào tháng 12 năm 1944, và đã được tặng thưởng Đơn vị Tuyên dương Tổng thống của Chính phủ Philippines. Con tàu được cho xuất biên chế vào ngày 17 tháng 1 năm 1946 và được đưa về lực lượng dự bị tại San Francisco.

### Thập niên 1950-1960

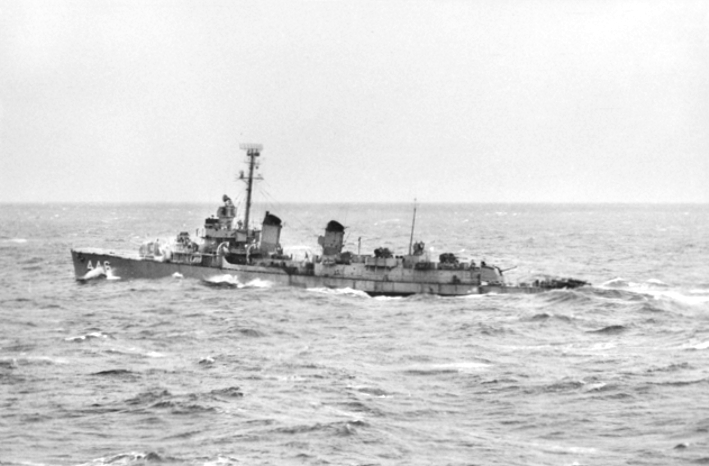
Radford ngoài khơi Triều Tiên, năm 1951.

Radford nhập biên chế trở lại vào ngày 17 tháng 10 năm 1949, và hoạt động cùng Đệ Thất hạm đội để hỗ trợ cho lực lượng Liên Hợp Quốc trong cuộc Chiến tranh Triều Tiên. Sau khi đạt được thỏa thuận đình chiến vào năm 1953, nó luân phiên hoạt động dọc theo vùng bờ Tây Hoa Kỳ và vùng biển quần đảo Hawaii, với những đợt bố trí hoạt động hàng năm tại vùng Tây Thái Bình Dương cùng Đệ Thất hạm đội. Đến năm 1960, nó trải qua đợt nâng cấp FRAM II (Fleet Rehabilitation and Modernization) tại Xưởng hải quân Trân Châu Cảng.
Vào ngày 3 tháng 3 năm 1965, ngay sau lệnh huy động khẩn, Radford cùng các đơn vị khác thuộc Đội khu trục 252 rời Trân Châu Cảng để tăng cường cho lực lượng khu trục mở rộng hoạt động tại biển Hoa Nam. Trong tháng 10 và tháng 12, nó phục vụ như tàu thu hồi thay thế trong Kế hoạch Gemini, rồi tham gia các chiến dịch Sea Dragon và Market Time, tuần tra tìm kiếm và giải cứu cũng như các nhiệm vụ hỗ trợ hỏa lực hải pháo trong cuộc Chiến tranh Việt Nam từ năm 1965 đến năm 1969. 

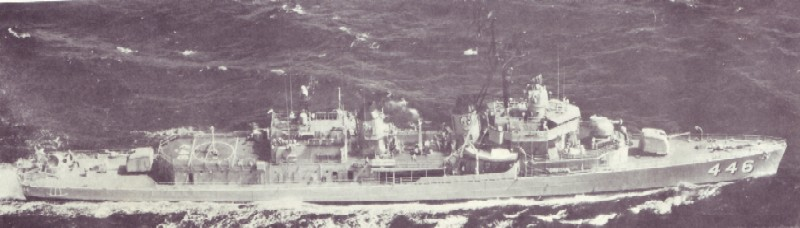
Radford sau khi được hiện đại hóa FRAM II.

Lượt phục vụ thứ mười một tại vùng Tây Thái Bình Dương của Radford bắt đầu vào ngày 5 tháng 7 năm 1966. Trong giai đoạn này, nó tham gia các hoạt động chống tàu ngầm, hộ tống các tàu sân bay trong vịnh Bắc Bộ, hai lượt làm nhiệm vụ hỗ trợ hỏa lực hải pháo, một lượt tuần tra tại Đài Loan, phục vụ như tàu canh phòng cho các đơn vị thuộc Đệ Thất hạm đội hoạt động trong biển Hoa Nam. Nó từng hộ tống các đơn vị phục vụ cho chuyến đi của Tổng thống Lyndon B. Johnson đến Malaysia trong lượt công du của ông tại Đông Nam Á. Đội khu trục 252 quay trở về Trân Châu Cảng vào ngày 16 tháng 12 năm 1966.
Radford được cho xuất biên chế tại San Francisco chỉ vài tháng sau khi quay trở về từ lượt phục vụ Tây Thái Bình Dương năm 1969. Tên nó được cho rút khỏi danh sách Đăng bạ Hải quân vào ngày 10 tháng 11 năm 1969; nó được kéo từ Vallejo, California đến Portland, Oregon để tháo dỡ.

## Phần thưởng
Radford được tặng thưởng mười hai Ngôi sao Chiến trận và hai Đơn vị Tuyên dương Tổng thống do thành tích chiến đấu trong Thế Chiến II; thêm năm Ngôi sao Chiến trận khi phục vụ trong Chiến tranh Triều Tiên và bốn Ngôi sao Chiến trận nữa khi phục vụ trong Chiến tranh Việt Nam, cùng Huân chương Viễn chinh lực lượng Vũ trang.